# 원쿨잭소 엔터테인먼트
잭소 엔터테인먼트( Jacso Enterainment, 중국어: 天加一文化傳媒 ) One Cool Group과 Jacso Entertainment가 2016년에 One Cool Jacso를 공동 설립했다. 주요 분야는 중국 아티스트 매니지먼트
및 트레이닝, 중국 웹드라마 개발과 한국 아티스트 콘서트와 이벤트의 섭외 등이 있다. One Cool Jacso는 중국과 한국에서 막대한 네트워크를 가지고 있으며, 수많은 아티스트 매니지먼트 회사, 인터넷 플랫폼, 그리고 방송국과 우호적인 관계를 가지고 있다. 2017년 One Cool Jacso는 중국 상해에서 One Cool Jacso Shanghai를 설립했고 2018년 한국에서 굿럭엔터테인먼트 (Good Luck Entertainment)를 설립했다. 2024년 잭소엔터테인먼트로 법인명이 변경되었다.

## 소속 연예인
- 스카이리
- 진정 (배우)
- 요명명
- 이석 (배우)
- 조지안
- 치빈 (MASC (마스크) 전 멤버)
- 최유진
- 노을 (레인보우 (대한민국의 음악 그룹) 전 멤버)
- 김하얀
- 김동연
- 소디엑

## 소속 연습생
- 김동빈 (PRODUCE 101 시즌 2참가자, PRODUCE X 101참가자)
- 도원
- 리키 (TO BE WORLD KLASS참가자)
- 문예천
- 우호
- 이재억 (언더나인틴참가자, 극한데뷔 야생돌참가자)
- 이판
- 제니퍼

## 콘서트
- 2016 TEEN TOP Mini Concert in Taipei
- 2017 HIGHLIGHT LIVE TOUR IN HONG KONG
- HYUNA & TRIPLE H 1ST SHOWCASE IN HONG KONG
- TVXQ! SPECIAL COME BACK LIVE YouR PresenT IN MACAU
- NCT 127 FAN MEETING IN MACAU
- NU'EST W SPECIAL CONCERT IN TAIWAN